# Catacomben van de Kapucijnen

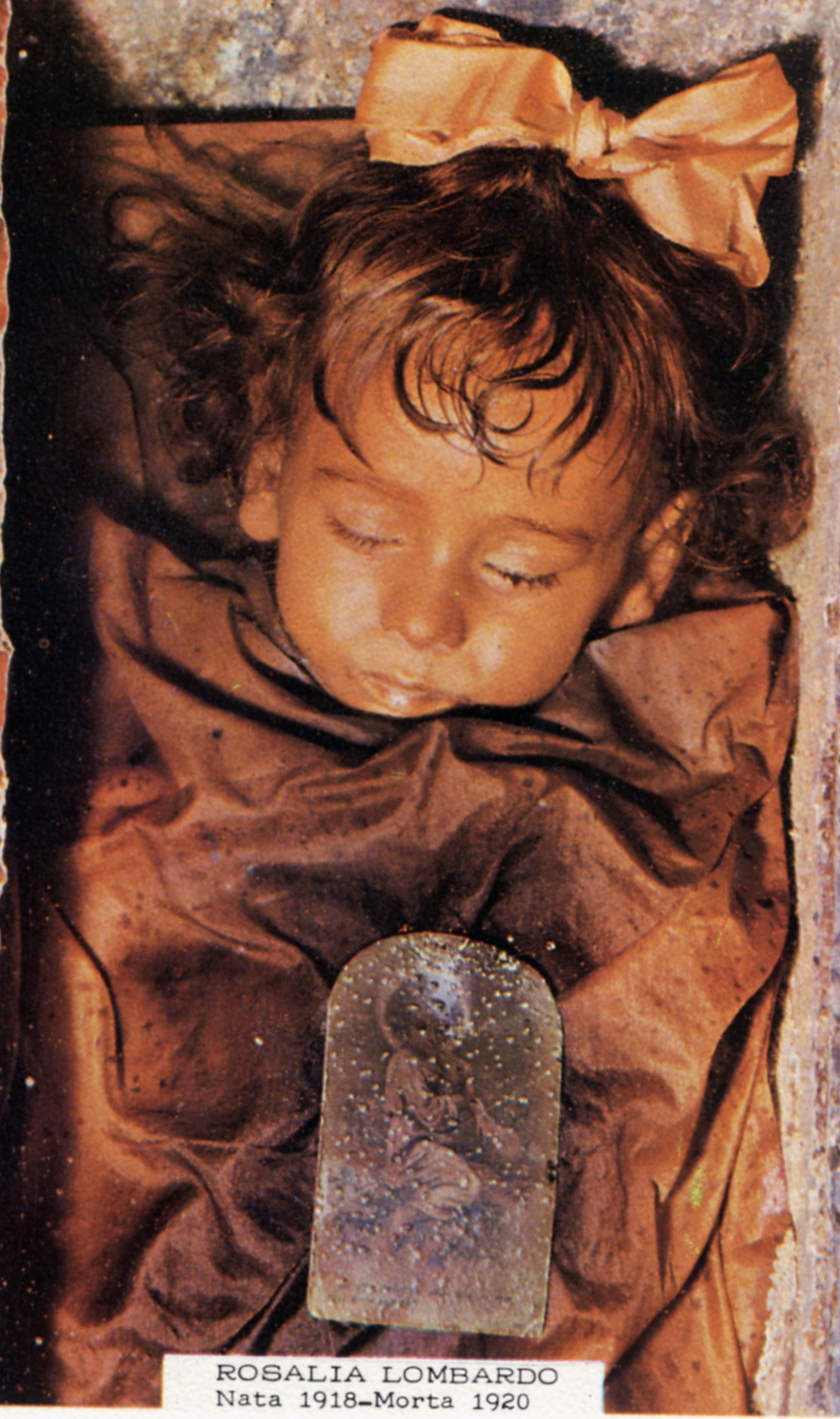
Catacombe dei Cappuccini
Rosalia Lombardo, een meisje dat in 1920 stierf. (Foto in 1995 genomen)

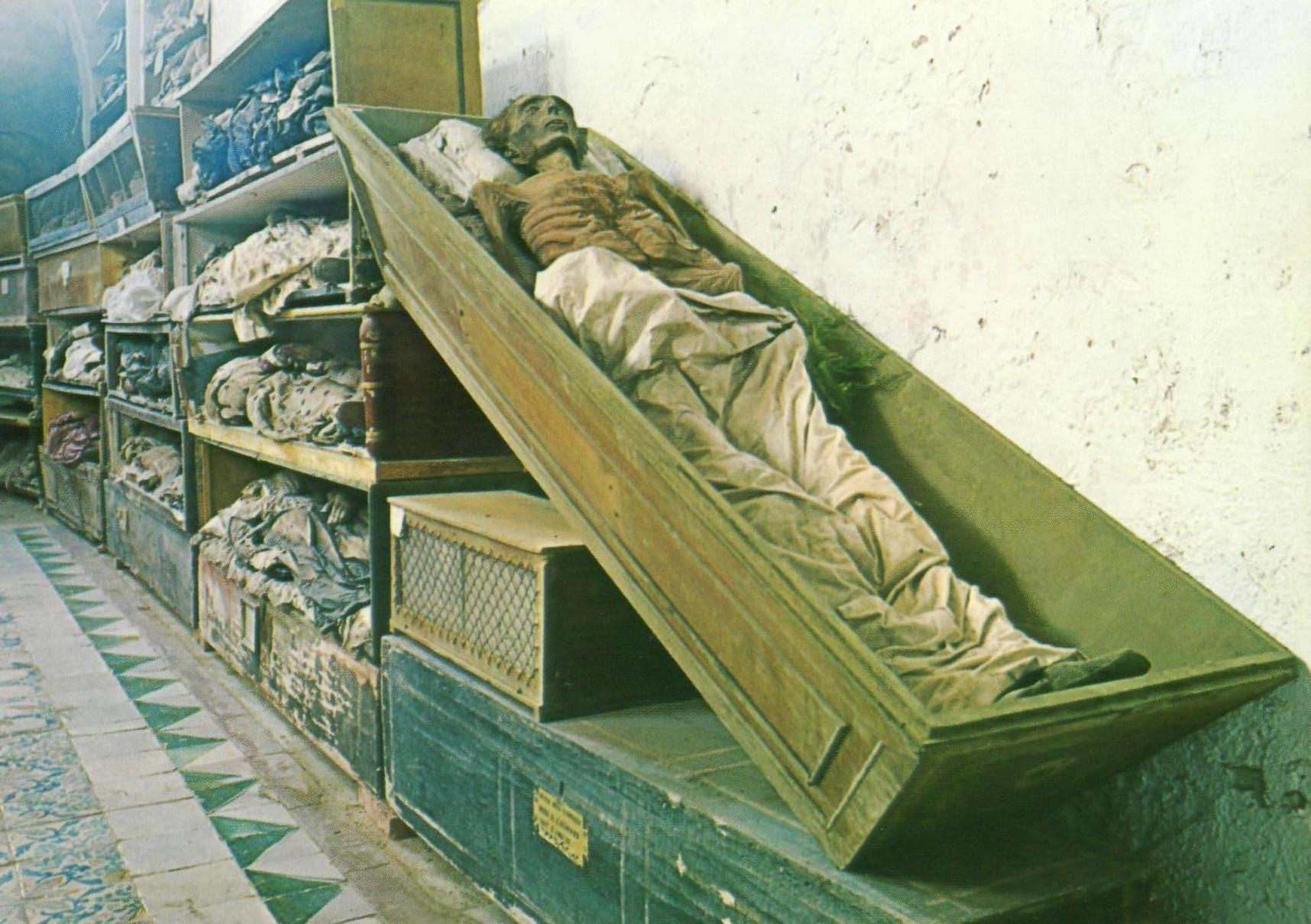
Nieuwe corridor

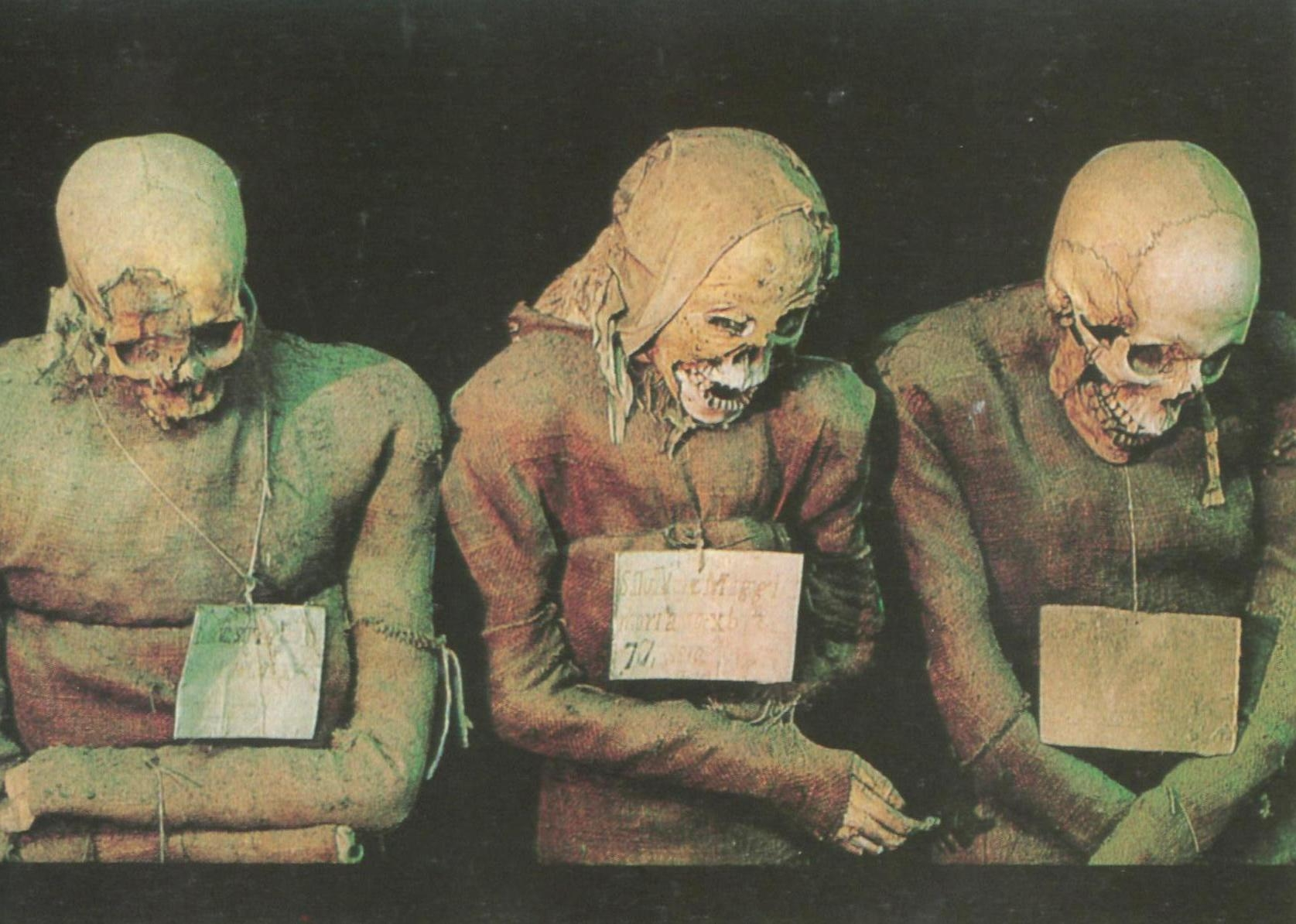
Corridor van de monniken

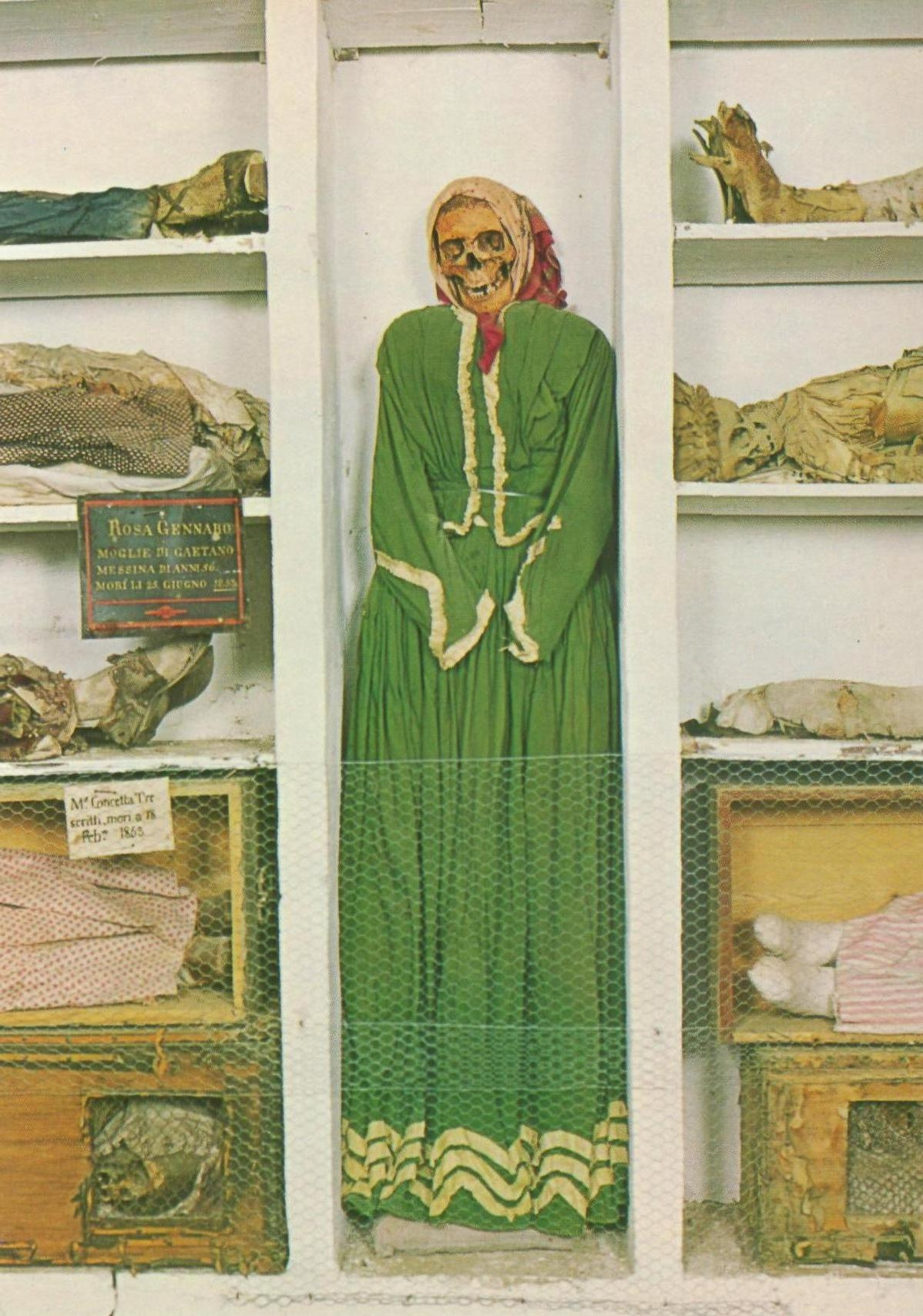
Corridor van de vrouwen

De Catacomben van de Kapucijnen (Italiaans: Catacombe dei Cappuccini) zijn catacomben in Palermo, Sicilië. Vandaag de dag staan deze catacomben bekend als een buitengewoon historisch archief en een macabere toeristische attractie.

## Geschiedenis
De locatie ontstond toen de abdij der kapucijnen in de 16e eeuw onvoldoende plaats had om nog nieuwe mensen op hun kerkhof te begraven. De monniken besloten hierop onder het kerkhof extra crypten aan te leggen. In 1599 mummificeerden ze een van hun monniken, broeder Silvestro van Gubbio, en plaatsten hem in de catacomben. Oorspronkelijk waren de catacomben enkel bedoeld om de dode monniken een laatste rustplaats te geven, maar in de loop der eeuwen werd het een statussymbool voor niet-geestelijken. 
De lichamen werden gedehydrateerd op de rekken van keramische pijpen in de catacomben en soms gewassen met azijn. Sommige lichamen werden gebalsemd en andere in afgesloten glazen cabines gelegd. Monniken werden bewaard terwijl ze hun alledaagse kledij droegen en soms koorden die ze als penitentie hadden gedragen. Mensen vroegen in hun testament om in bepaalde kleren bewaard te worden of soms om hun kleren op regelmatige basis te laten vervangen. Familieleden baden soms voor de overledene en soms om het lichaam in een presentabele toestand te behouden.
De catacomben werden onderhouden via donaties van de familieleden van de overledenen. Elk nieuw lichaam werd in een tijdelijke ruimte ondergebracht en later naar een permanente plek overgebracht. Zolang men bleef betalen liet men het lichaam op deze permanente locatie liggen, maar indien familieleden niet meer betaalden werd het lijk op een schap weggezet tot ze hun betaling verderzetten.

## Lichamen
De laatste monnik die werd bijgezet in de catacomben was broeder Riccardo in 1871. De meest recente geïdentificeerde kist in de catacomben is die van Giovanni Licata di Baucina, graaf van Isnello, gestorven in 1939.
In 1880 werd de ruimte officieel gesloten, al bleven er toeristen op bezoek komen. In de jaren 1920 werd Rosalia Lombardo er nog uitzonderlijk toegelaten, een twee jaar oud meisje wier lichaam nog opzienbarend intact is. Het balsemingsprocedé dat op haar resten werd uitgevoerd door professor Alfredo Salafia, bestond uit formaline om bacteriën te doden, en zinkzouten (zinksulfaat) en zinkchloride om het lichaam rigide te maken. De formule bestond uit 1 deel glycerine, 1 deel formaline gesatureerd met zowel zinksulfaat als chloride en 1 deel alcoholoplossing gesaturiseerd met salicylzuur.
De catacomben bevatten ruim 8000 mummies die tegen de muren zijn gelegd en gezet. De gangen zijn verdeeld in categorieën: mannen, vrouwen, maagden, kinderen, priesters, monniken en professionelen. Sommige lichamen zijn beter bewaard dan andere. Weer anderen zijn in poses gezet, bijvoorbeeld twee kinderen in een schommelstoel. De kisten konden door de familieleden worden bezocht, zodat ze op bepaalde dagen hun overleden familielid konden bezoeken om de handen vast te houden en te bidden in zijn gezelschap.
Beroemde mensen die in de catacomben werden bijgezet zijn:
- Kolonel Enea DiGuiliano (in Frans Bourbonuniform)
- Salvatore Manzella, arts
- Lorenzo Marabitti, beeldhouwer
- Filipo Pennino, beeldhouwer

## Toerisme
De catacomben zijn toegankelijk voor het publiek. Binnenin foto's nemen is verboden, alhoewel de lichamen al te zien zijn geweest in televisieseries als de BBC-reeks Francesco's Italy: Top to Toe, Ghosthunting With Paul O'Grady and Friends op ITV2 in 2008 en The Learning Channel in 2000. Er zijn ijzeren hekken geplaatst om te vermijden dat toeristen de lijken zullen aanraken of met hen kunnen poseren.

## In populaire cultuur
- De catacomben spelen een belangrijke rol in het De Kiekeboesstripalbum "De hoofdzaak" (1995).